# Lex Apuleia de sponsu
Die lex Apuleia de sponsu war ein frühes römisches Gesetz, das Ausgleichsansprüche des Bürgen in den Fällen gesamtschuldnerischer Haftung regelte. Die Bestimmung griff sobald einer der Bürgen vom Gläubiger stärker in Anspruch genommen worden war als es seine Haftungsquote hergab. Tatbestandliche Voraussetzung war, dass als Hauptverbindlichkeit eine Stipulationsschuld vorlag, mithin ein abstraktes Versprechen im Sinne eines Verbalkontraktes.
Der älteste Typ der Stipulationsbürgschaft war die sponsio. Sie war dem römischen Bürger vorbehalten. Nichtbürger bürgten im Wege der fidepromissio. Zum Ende der Republik etablierte sich die modernere fideiussio. Die Rechtsordnungen des (vor-)/klassischen Rechts erleichterten die ursprünglich sehr strenge Einzelhaftung des Bürgen, denn sie ebneten den Weg für eine solidarische Mithaftung. Anders als im heutigen deutschen Recht (§ 767 Abs. 1, Satz 1 BGB), waren Bürgschaften nicht akzessorisch, der Umfang der Bürgschaftsschuld war vom Umfang der Hauptverbindlichkeit nicht abhängig.
Die lex stand in der Tradition einer Reihe von Gesetzen, die die Stellung von Sponsionsbürgen verbessern sollten. Bereits die lex Publilia de sponsu, die lex Furia de sponsu und die lex cicereia hatten sich des Themas angenommen. Sachlich verwandt waren auch die lex Titia de sponsu und die lex Publicia de sponsu.